# Izabela Kowalczyk
Izabela Ewa Kowalczyk (ur. 4 maja 1971) – historyczka sztuki, badaczka kultury, nauczycielka akademicka, krytyczka, kuratorka wystaw, publicystka i feministka. Profesorka nadzwyczajna na Uniwersytecie Artystycznym w Poznaniu im. Magdaleny Abakanowicz Od 2015 roku dziekana na Wydziale Edukacji Artystycznej i Kuratorstwa UAP. Prowadzi blog „Straszna sztuka”.
Głównym przedmiotem zainteresowań Izabeli Kowalczyk jest sztuka współczesna odnosząca się między innymi do kwestii władzy, cielesności, płci oraz do historycznych traum. Zajmuje się również uwikłaniem sztuki w politykę oraz kontrowersjami dotyczącymi politycznej cenzury dzieł sztuki, zwłaszcza prac naruszających tabu związane z religią, cielesnością lub historią. Stosuje między innymi perspektywę feministyczną.

## Życiorys
Absolwentka Instytutu Historii Sztuki Uniwersytetu im. Adama Mickiewicza. W 2001 uzyskała, na Uniwersytecie im. Adama Mickiewicza w Poznaniu stopień doktora nauk humanistycznych w zakresie historii. Promotorem jej pracy, zatytułowanej Ciało i władza we współczesnej sztuce polskiej był Piotr Piotrowski. Rozprawa poświęcona była sztuce krytycznej, omówionej na przykładzie twórczości Zofii Kulik, Katarzyny Kozyry, Zbigniewa Libery, Alicji Żebrowskiej, Grzegorza Klamana i Artura Żmijewskiego.
W 2012 roku uzyskała stopień doktora habilitowanego nauk humanistycznych w zakresie kulturoznawstwa. Podstawą habilitacji była rozprawa Podróż do przeszłości: interpretacje najnowszej historii w polskiej sztuce krytycznej. Publikacja omawia wybrane przykłady z polskiej sztuki krytycznej podejmujące problemy historii i pamięci, odnoszące się m.in. do takich wydarzeń jak II wojna światowa, Zagłada, stosunki polsko-niemieckie i polsko-żydowskie. Celem pracy jest wskazanie na znaczenie sztuki o przeszłości. W książce omówiona są prace Elżbiety Janickiej, Rafała Jakubowicza, Artura Żmijewskiego, film artystyczno-dokumentalny Wspomnienia z miasta L. Moniki Kowalskiej, Grzegorza Kowalskiego i Zbigniewa Sejwy oraz książka Co robi łączniczka Zbigniewa Libery i Darka Foksa. Książka pokazuje historię jako kulturową konstrukcję i jest ważnym głosem w dyskusji nad znaczeniem przeszłości we współczesnej kulturze.
Od 2002 roku pracowała na stanowisku adiunkta w Zakładzie Historii Sztuki Nowoczesnej Uniwersytetu Mikołaja Kopernika w Toruniu, a od 2008 roku na kulturoznawstwie w Wyższej Szkole Nauk Humanistycznych i Dziennikarstwa w Poznaniu, gdzie w 2012 roku otrzymała stanowisko profesora nadzwyczajnego. W 2014 roku rozpoczęła pracę jako profesor nadzwyczajny na Wydziale Edukacji Artystycznej Uniwersytetu Artystycznego w Poznaniu  Prowadziła też zajęcia na Gender Studies IBL PAN w Warszawie.
W latach 2003–2006 była doradczynią Biura Kopernikus – polsko-niemieckiego projektu kulturowego przy Kulturstiftung des Bundes. Doradzała też przy projekcie wystawy Gender Check / Sprawdzam płeć (mumok, Wiedeń, 2009 oraz Zachęta, Warszawa, 2010).
Kuratorka wystaw: „Niebezpieczne związki sztuki z ciałem” (Galeria Miejska Arsenał, Poznan, 2002), „Uroki władzy (o władzy rozproszonej, ideologii i o widzeniu)” (Arsenał, Poznań, 2009), „Mikroutopie codzienności” (Centrum Sztuki Współczesnej Toruń, 2013) oraz kilku wystaw indywidualnych.
W 2001 roku otrzymała Nagrodę Krytyki Artystycznej im. Jerzego Stajudy za książkę Ciało i władza. Polska sztuka krytyczna lat 90. oraz za prowadzenie internetowego pisma o sztuce Artmix.
Współzałożycielka Zielonych 2004 i kandydatka tej partii w wyborach do Sejmu w 2005 z listy SdPl. W latach 2004–2006 członkini zarządu krajowego Zielonych.

## Publikacje
- Niebezpieczne związki sztuki z ciałem (Poznań 2002, ISBN 83-88947-01-X)
- Ciało i władza. Polska sztuka krytyczna lat 90. (Wydawnictwo Sic!, Warszawa 2002, ISBN 83-88807-18-8).
- Kobiety w kulturze popularnej (Wrocław 2002, redakcja, wspólnie z Edytą Zierkiewicz, ISBN 83-87196-31-2),
- W poszukiwaniu małej dziewczynki (Poznań 2003, redakcja, wspólnie z Edytą Zierkiewicz, ISBN 83-918193-0-2)
- Kobiety, feminizm i media (Poznań–Wrocław 2005, redakcja, wspólnie z Edytą Zierkiewicz, ISBN 83-918193-1-0).
- Matki-Polki, Chłopcy i Cyborgi... sztuka i feminizm w Polsce (2010, ISBN 978-83-61886-14-3)
- Podróż do przeszłości: interpretacje najnowszej historii w polskiej sztuce krytycznej (2010, ISBN 978-83-62443-00-0)